# 멜버른 시티 FC
멜버른 시티 풋볼 클럽(영어: Melbourne City Football Club)은 빅토리아주 멜버른 남동부 지역에 위치한 오스트레일리아의 프로 축구 클럽이다. 이 클럽들은 오스트레일리아 프로 리그(APL)의 라이선스를 받아 오스트레일리아에서 가장 높은 축구 디비전인 A리그 멘에서 경쟁한다.
2009년 멜버른 하트(영어: Melbourne Heart)라는 이름으로 창단된 이 클럽은 2010-11년 A리그 첫 시즌부터 2013-14년 시즌이 끝날 때까지 이 이름으로 경쟁했다. 2014년 1월, 시티 풋볼 그룹(CFG)과 홀딩 엠.S. 오스트레일리아에 인수된 후 멜버른 시티로 브랜드가 변경되었다. 2015년 8월, CFG는 홀딩 엠.S. 오스트레일리아의 지분을 매입한 후 클럽의 완전한 소유권을 인수했다.

## 명칭
2009년 11월 13 현지 소식지 헤럴드 선의 인터넷 웹사이트를 통해 새로운 클럽명을 공모받았다. 네 개의 후보였던 '스포르팅 멜버른', '멜버니언스', '멜버른 레볼루션', '멜버른 하트' 중 멜버른 하트가 선택되어 2010-11시즌부터 2013-14시즌까지 사용하였다. 2014년 6월 5일 멜버른 시티 FC로 공식 명칭을 변경하였다.

## 우승 기록

### 국내 대회

#### 리그
- A리그

● 우승 (1): 2020-21

#### 컵
- FFA컵

● 우승 (1): 2016

## 선수 명단

### 현역
참고: FIFA 자격 규정에 따라 소속된 국가대표팀 국기를 표시합니다. 선수는 복수의 FIFA 비회원국 국적을 가지고 있을 수 있습니다.
| 번호 | 포지션 | 국적     | 이름          |
| ---- | ------ | -------- | ------------- |
| 10   | FW     | 이스라엘 | 요나탄 코헨   |
| 16   | DF     |          | 아지즈 베히치 |

| 번호 | 포지션 | 국적 | 이름 |
| ---- | ------ | ---- | ---- |

## 역대 감독
| 감독            | 임기   |
| --------------- | ------ |
| 오렐리오 비드마 | 2023 ~ |

## 같이 보기
- 시티 풋볼 그룹
- 맨체스터 시티 FC